# Đinh Lai Hàng
Đinh Lai Hàng (tiếng Trung: 丁来杭; sinh tháng 9 năm 1957) là Thượng tướng Không quân Quân Giải phóng Nhân dân Trung Quốc (PLAAF). Ông là Ủy viên Ủy ban Trung ương Đảng Cộng sản Trung Quốc khóa XIX, nguyên là Tư lệnh Không quân Quân Giải phóng Nhân dân Trung Quốc. Trước đó, ông giữ chức Tư lệnh Không quân trực thuộc Chiến khu Bắc bộ Quân Giải phóng Nhân dân Trung Quốc và Tư lệnh Không quân trực thuộc Quân khu Thẩm Dương.

## Tiểu sử
Đinh Lai Hàng sinh tháng 9 năm 1957 tại Hàng Châu, tỉnh Chiết Giang. Ông tốt nghiệp chuyên ngành chính trị tại Học viện Chỉ huy Không quân. Ông từng đảm nhiệm chức vụ Phó trung đoàn trưởng rồi Trung đoàn trưởng Trung đoàn 71, Sư đoàn 24 Lực lượng hàng không Không quân Trung Quốc; Phó sư đoàn trưởng và Tư lệnh Căn cứ huấn luyện Không quân Quân khu Bắc Kinh.
Năm 2001, Đinh Lai Hàng được bổ nhiệm làm Tham mưu trưởng Quân đoàn Không quân 8. Tháng 7 năm 2003, ông được phong quân hàm Thiếu tướng Không quân. Tháng 12 năm 2003, ông được điều chuyển làm Tư lệnh Sở chỉ huy Không quân Phúc Châu, tỉnh Phúc Kiến.
Tháng 12 năm 2007, Đinh Lai Hàng được bổ nhiệm giữ chức Viện trưởng Học viện Chỉ huy Không quân Quân Giải phóng Nhân dân Trung Quốc. Năm 2008, Đinh Lai Hàng được bầu làm Đại biểu Nhân đại toàn quốc Trung Quốc (Quốc hội) khóa XI, nhiệm kỳ 2008 đến năm 2013. Tháng 1 năm 2009, ông được điều động làm Tham mưu trưởng Không quân Quân khu Thành Đô. Tháng 8 năm 2012, Đinh Lai Hàng được bổ nhiệm giữ chức Phó Tư lệnh Quân khu Thẩm Dương kiêm Tư lệnh Không quân trực thuộc Quân khu Thẩm Dương.
Năm 2013, Đinh Lai Hàng được bầu tái đắc cử Đại biểu Nhân đại toàn quốc Trung Quốc (Quốc hội) khóa XI, nhiệm kỳ 2013 đến năm 2018. Tháng 7 năm 2013, ông được thăng quân hàm Trung tướng Không quân. Tháng 2 năm 2016, Chủ tịch Quân ủy Trung ương Tập Cận Bình tuyên bố giải thể 7 đại Quân khu gồm Bắc Kinh, Thẩm Dương, Tế Nam, Nam Kinh, Quảng Châu, Lan Châu và Thành Đô để thiết lập lại thành 5 Chiến khu, là Chiến khu Đông, Chiến khu Bắc, Chiến khu Nam, Chiến khu Tây và Chiến khu Trung ương; Đinh Lai Hàng được bổ nhiệm giữ chức Phó Tư lệnh Chiến khu Bắc bộ kiêm Tư lệnh Không quân trực thuộc Chiến khu Bắc bộ Quân Giải phóng Nhân dân Trung Quốc.
Tháng 8 năm 2017, Đinh Lai Hàng được bổ nhiệm giữ chức vụ Tư lệnh Không quân Quân Giải phóng Nhân dân Trung Quốc (PLAAF), kế nhiệm Thượng tướng Mã Hiểu Thiên nghỉ hưu ở tuổi 68. Ngày 24 tháng 10 năm 2017, tại Đại hội Đảng Cộng sản Trung Quốc lần thứ XIX, Đinh Lai Hàng được bầu làm Ủy viên Ban Chấp hành Trung ương Đảng Cộng sản Trung Quốc khóa XIX.
Ngày 31 tháng 7 năm 2019, ông được thăng quân hàm Thượng tướng.